# Haddis Alemayehu
Haddis Alemayehu (transcrit également en français comme Addis Alemayou) (ሀዲስ ዓለማየሁ) (15 octobre 1910 - 6 décembre 2003) est un écrivain et homme politique éthiopien. 
Il a notamment été diplomate (vice-ministre des Affaires étrangères, ambassadeur d'Éthiopie aux Nations unies, au Royaume-Uni et aux Pays-Bas) et ministre de l'Éducation (1952) et du Développement (1957-1958). Il a été sénateur de 1968 à 1974.
Son roman le plus célèbre, considéré comme un classique de la littérature éthiopienne moderne, s'intitule Fiqir Iske Meqabir. 

## Œuvres
- Y-Abesha-nna Ye-Wedehwala gabicha
- Teret Teret Ye-Meseret, 1955
- Fiqir Iske Meqabir (L’Amour jusqu’au tombeau), 1965 (traduit en français par Constantin Kaïtéris, éditions Pétra (d), 2021)  (ISBN 978-2-84743-285-5)[2]
- Wengelegna Dagna, 1981
- Ye-Ilm Ižat, 1987
- Tizzita (Mémoires), 1929